# Taça de Portugal de Futsal de 2009–10
A edição da Taça de Portugal de Futsal referente à época de 2009/2010 decorreu entre 3 de Outubro de 2009 - 1ª Eliminatória - e 8 de Maio de 2010, data em que se disputou a final a qual teve lugar no Pavilhão de Desportos Municipal do Entroncamento, Entroncamento.
Todos os jogos foram a uma mão à exceção dos jogos das meias-finais disputados a duas mãos.

## Taça de Portugal de Futsal 2009/2010

### Final
| Final                   | Final        |
| ----------------------- | ------------ |
| Belenenses – SL Benfica | 2 – 1 (a.p.) |

### Meias-Finais
| Instituto D. João V - Belenenses | 3 – 8 Agg. (1ª mão 0 – 4, 2ª mão 4 – 3) |
| SL Benfica - Boticas             | 7 – 3 Agg. (1ª mão 2 – 2, 2ª mão 1 – 5) |

### Quartos-de-Final
| Quartos-de-Final        | Quartos-de-Final | Quartos-de-Final | Quartos-de-Final                  | Quartos-de-Final |
| ----------------------- | ---------------- | ---------------- | --------------------------------- | ---------------- |
| Boticas - CA Mogadouro  | 6 – 1            |                  | Instituto D. João V - Alpendorada | 7 – 3            |
| Belenenses - FJ Antunes | 9 – 1            |                  | SL Benfica – Sporting CP          | 4 – 1            |

### 4ª Eliminatória
| 4ª Eliminatória              | 4ª Eliminatória | 4ª Eliminatória | 4ª Eliminatória       | 4ª Eliminatória |
| ---------------------------- | --------------- | --------------- | --------------------- | --------------- |
| Loures - CA Mogadouro        | 1 – 3           |                 | Rio Ave - Sporting CP | 1 – 3           |
| FJ Antunes - Monte Pedras    | 4 – 1           |                 | Boticas - Onze Unidos | 3 – 2           |
| Lobitos Futsal - Alpendorada | 0 – 3           |                 | Belenenses - Modicus  | 3 – 1           |
| AMSAC - SL Benfica           | 2 – 5           |                 |                       |                 |

### 3ª Eliminatória
| 3ª Eliminatória                  | 3ª Eliminatória | 3ª Eliminatória | 3ª Eliminatória             | 3ª Eliminatória |
| -------------------------------- | --------------- | --------------- | --------------------------- | --------------- |
| Rio Ave - Sacavenense            | 3 – 2           |                 | Clube Operário - Belenenses | 2 – 6           |
| Boticas - Chaves Futsal          | 8 – 7           |                 | Sporting CP - Freixieiro    | 4 – 1           |
| ABC Nelas - AMSAC                | 1 – 6           |                 | CPCD - Lobitos Futsal       | 3 – 4           |
| Onze Unidos - Paredes            | 4 – 3           |                 | Inter-Vivos - CA Mogadouro  | 2 – 3           |
| Arnal - Modicus                  | 1 – 13          |                 | FJ Antunes - Foz            | 7 – 5           |
| SL Olivais - Instituto D. João V | 2 – 3           |                 | Barranha SC - Alpendorada   | 1 – 5           |
| SL Benfica - Vit. Olivais        | 6 – 2           |                 | Loures - Ismailitas         | 2 – 1           |

### 2ª Eliminatória
| 2ª Eliminatória                    | 2ª Eliminatória    | 2ª Eliminatória | 2ª Eliminatória                   | 2ª Eliminatória    |
| ---------------------------------- | ------------------ | --------------- | --------------------------------- | ------------------ |
| Sonâmbulos - SL Benfica            | 2 – 4              |                 | Portela - Ismailitas              | 1 – 4              |
| Unidos do Cacém - Sacavenense      | 8 – 8 (4 – 5) g.p. |                 | Paredes - Viseu 2001              | 6 – 6 (4 – 3) g.p. |
| Cascais - AMSAC                    | 2 – 6              |                 | CB Penamacor - ABC Nelas          | 4 – 7              |
| Beira-Mar - Boticas                | 1 – 10             |                 | NS Tires - Belenenses             | 2 – 3              |
| Bairro Boa Esperança - Onze Unidos | 2 – 6              |                 | Inter-Vivos - AGU - Futsal        | 3 – 2 (a.p.)       |
| Chaves Futsal - AA UTAD/Real Fut   | 2 – 0              |                 | Os Torpedos - Instituto D. João V | 2 – 4              |
| Académica do Algarve - Sporting CP | 0 – 4              |                 | Boavista - Foz                    | 5 – 8 (a.p.)       |
| Lobitos Futsal - Futsal Azeméis    | 6 – 2              |                 | São João - Modicus                | 3 – 9              |
| Contacto - Alpendorada             | 1 – 5              |                 | Vit. Olivais - Académica          | 5 – 3              |
| Mondim de Basto - Rio Ave          | 2 – 3 (a.p.)       |                 | Barranha SC - SC Braga            | 2 – 1              |
| CB Viana Alentejo - Operário       | 6 – 9 (a.p.)       |                 | 1º Maio Funchal - Arnal           | 2 – 6              |
| SL Olivais - AD Fundão             | 3 – 2              |                 | Monte Pedras - Póvoa Futsal       | 7 – 5 (a.p.)       |
| CPCD - Louletano                   | 6 – 4              |                 | ASCRD Nogueiró - FJ Antunes       | 2 – 7              |
| FC Cidade Lourosa - Freixieiro     | 0 – 4              |                 | Loures - Vila Verde               | 7 – 2              |
| Lamas Futsal - CA Mogadouro        | 5 – 6              |                 |                                   |                    |

### 1ª Eliminatória
| 1ª Eliminatória                              | 1ª Eliminatória | 1ª Eliminatória | 1ª Eliminatória                 | 1ª Eliminatória    |
| -------------------------------------------- | --------------- | --------------- | ------------------------------- | ------------------ |
| Guimarães Futsal - São João                  | 2 – 5           |                 | AMSAC - Fabril Barreiro         | 8 – 5              |
| Piedense - Vit. Olivais                      | 4 – 6           |                 | CRECOR - Póvoa Futsal           | 1 – 3              |
| Independentes Sines - Loures                 | 2 – 4           |                 | Operário - Mendiga              | 3 – 1              |
| Arnal - Leões Porto Salvo                    | 3 – 2           |                 | Paredes - Piratas de Creixomil  | 12 – 11 (a.p.)     |
| Sonâmbulos - Sassoeiros                      | 2 – 0           |                 | ARC Antas - SC Braga            | 1 – 6              |
| CB Viana Alentejo - AEE Sup. Gestão Santarém | 5 – 2           |                 | Monte Pedras - Farlab           | 3 – 2              |
| Amanhã Criança - Barranha SC                 | 1 – 2           |                 | Ismailitas - AR Amarense        | 4 – 1              |
| Albufeira Futsal - Portela                   | 2 – 3           |                 | Lobitos Futsal - Santa Luzia    | 5 – 0              |
| União Praiense - 1º Maio Funchal             | 7 – 8           |                 | Balsa Nova - ASCRD Nogueiró     | 5 – 10             |
| Pioneiros Bragança - Futsal Azeméis          | 2 – 6           |                 | CRI Alhadense - Modicus         | 2 – 7              |
| GDC Baronia - AGU - Futsal                   | 2 – 3           |                 | Cascais - GDR Lameirinhas       | 6 – 3              |
| Externato Benedita - Académica               | 1 – 4           |                 | Eléctrico - NS Tires            | 1 – 9              |
| Académica do Algarve - Marítimo              | 4 – 1           |                 | Bom Pastor - Foz                | 5 – 8              |
| Beira-Mar - Gualtar                          | 3 – 2           |                 | UPVN - Louletano                | 2 – 6              |
| CB Penamacor - GD Alfarelense                | 6 – 5           |                 | FC Cidade Lourosa - AA Leça     | 6 – 3              |
| Chaves Futsal - Gafanha                      | 8 – 6           |                 | ABC Nelas - Manteigas Futsal    | 5 – 2              |
| Gondomar FC - Rio Ave                        | 3 – 4           |                 | Viseu 2001 - CF Nogueirense     | 5 – 3              |
| Contacto - Junqueira                         | 9 – 8 (a.p.)    |                 | Unidos do Cacém - U. Leiria     | 2 – 2 (8 – 7) g.p. |
| CPCD - ADR Mata                              | 8 – 3           |                 | Quinta dos Lombos - Os Torpedos | 4 – 5              |
| Macedense - Lamas Futsal                     | 1 – 4           |                 |                                 |                    |